# Calochortus hartwegii
Calochortus hartwegii är en liljeväxtart som beskrevs av George Bentham. Calochortus hartwegii ingår i släktet Calochortus och familjen liljeväxter. Inga underarter finns listade.